# 양주 중학생 살해 사건
양주 여중생 살해 사건은 2008년 3월 7일 경기도 양주시 회암동에서 필리핀 출신 외국인 노동자가 여자 중학생을 살해한 사건이다.

## 사건 개요
이 사건을 저지른 범인(당시 31세 남성)은 7년 동안 대한민국에 불법체류 중이던 필리핀 출신 외국인 노동자였다. 사건 당일 범인은 오후 10시 40분경 술에 취한 상태에서 회암동 골목길을 지나가던 도중에 중학생 강수현 양(당시 13세, 중학교 1학년생)을 성추행하려다 저항하자 강수현 양의 배와 목 등을 12차례에 걸쳐 흉기로 찔러 살해하였다.
경기도 양주경찰서는 3월 11일 범인을 살인 혐의로 검거하는 한편 범인에 대해 구속 영장을 신청했다. 4월 20일 의정부지방법원은 범인에 대해 무기징역을 선고하였다.